# 村田安治郎
村田 安治郎（むらた やすじろう、1888年（明治21年）7月6日 - 没年不明）は、大正から昭和時代前期の台湾総督府官僚。

## 経歴・人物
千葉県安房郡に生まれる。台湾総督府巡査を振出しに、台南州警部、斗六・新営・虎尾・嘉義各郡警察課長を経て、1938年（昭和13年）8月、府地方警視に進み、澎湖庁警務課長兼澎湖庁馬公支庁長に就任する。
ついで花蓮港庁花蓮郡守、花蓮港庁警務課長、台中州員林郡守を経て、宜蘭市長に就任した。